# 桓都县
桓都县，中国古县名。
渤海国置桓都县，治所在今吉林省集安市西南通沟村。为桓州治。桓州属于西京鸭绿府。辽朝时废。辽朝灭渤海国，只有西京百姓没有迁到辽东。辽朝末年桓都县已经不存。 